# Серони (Латина)
Серони је насеље у Италији у округу Латина, региону Лацио.
Према процени из 2011. у насељу је живело 62 становника. Насеље се налази на надморској висини од 132 м.